# Ryan Noda
Ryan Anthony Noda (Volo, Illinois, 30 de marzo de 1996), más conocido como Ryan Noda, es un jugador profesional estadounidense de béisbol que se desempeña en la posición de primera base en Los Angeles Angels, equipo de las Grandes Ligas de Béisbol (MLB).

## Carrera
Noda hizo su debut en la MLB con el equipo Oakland Athletics, en el cual jugó dos temporadas (2023-2024), después pasó a Los Angeles Angels.